# Guitares Dérive
Le duo Guitares Dérive a été créé à Paris au milieu des années 1970 par Vincent Le Masne et Bertrand Porquet, co-compositeurs et interprètes de leur musique sur deux guitares classiques. Rapidement classés dans la catégorie des répétitifs américains de la même période, à l'écoute, leur musique s'en distingue pourtant par une écriture qui évite tout systématisme dans la répétition des phrases musicales, mais au contraire évolue constamment, dans des œuvres écrites, d'assez longues durées en général. Dans le Monde, Jacques Lonchampt parlait du "caractère euphorisant de cette musique, où deux formules, l'une rythmique et obsédante, l'autre mélodique et symbolique, se marient et dérivent ensemble selon le principe des variations infinitésimales pour aboutir finalement très loin du point de départ, variations qui témoignent d'une grande rigueur et aussi d'un sens aiguisé des enchaînements harmoniques les plus audacieux autant que de la dynamique sonore."
Découverts par Daniel Caux, journaliste et homme de radio, spécialiste de ces musiques, ils se produisent sur de nombreuses scènes, puis enregistrent en 1976 l'album Guitares Dérive pour le label Shandar, dont le catalogue contient entre autres des albums des minimalistes américains Terry Riley, Steve Reich, La Monte Young, Philip Glass... ainsi que des musiciens de Jazz Albert Ayler, Sun Ra ou Cecil Taylor.
L'album Guitares Dérive, est un album studio enregistré live par deux jeunes musiciens : "Ici, pas d'effets spéciaux, l'instrument acoustique dans ce qu'il a de plus pur, mais cependant une grande modernité. Musique pointilliste faite d'un déferlement de notes enchevêtrées qui, comme le note le texte de présentation, paraissent multipliées alors qu'aucun re-recording n'a été employé (...)" ainsi que l'écrivait Jean-Marc Bailleux dans Rock & Folk.
"La démarche de Vincent Le Masne et de Bertrand Porquet ne place pas au départ cette complexité que certains mettent en avant pour servir de qualité, d'alibi, même quand elle recouvre du vide. Leur approche c'est l'inverse: présenter une simplicité et faire en sorte que la complexité soit cachée. (Daniel Caux)
L'album Guitares Dérive a été réédité par le Label Fractal records en mai 2010.